# Desertana arida
Desertana arida är en insektsart som beskrevs av Delong och Martinson 1973. Desertana arida ingår i släktet Desertana och familjen dvärgstritar. Inga underarter finns listade i Catalogue of Life.